# Egon Corti
Egon Caesar Corti (né Egon Caesar Conte Corti alle Catene le 2 avril 1886 à Agram, aujourd'hui Zagreb en Croatie, et mort le 17 septembre 1953 à Klagenfurt en Autriche) est un officier, historien et écrivain essentiellement connu comme auteur à succès de biographies consacrées à des personnages historiques.

## Biographie
Egon Corti est issu d'une ancienne famille aristocratique lombarde qui a pris le parti de l'Autriche lorsque l'Italie a été unifiée. Son père Hugo, comte Corti (1851–1916), est un feld-maréchal. Sa mère, Olga née Müller, est issue d'une famille de la classe moyenne. Egon Corti lui-même est également devenu officier de carrière.  
À l'issue de la Première Guerre mondiale, à la recherche d'une activité lucrative, Corti commence à écrire des ouvrages biographiques. Il a grandement profité de l'occasion de travailler à l'Université de Vienne auprès de l'historien Heinrich Srbik. Il rédige des biographies sur l'histoire du XIXe siècle et est reconnu depuis l'entre-deux-guerres en tant que spécialiste de l'histoire des personnalités de l'aristocratie européenne. Comme le prouve son travail, Corti est profondément monarchiste.  
Bien que marié depuis 1923 à Gertrud Mautner von Markhof, issue d'une famille industrielle considérée "non aryenne mais non juive" , il devient membre du « Volksbund » fondé en 1937, qui servait d'organisation de couverture pour le NSDAP en Autriche, ce qui était illégal à l'époque. Après que l'Autriche a été annexée au Reich allemand en 1938, Corti a contribué au Livre de confession des poètes autrichiens, qui a été publié par l' Association des écrivains allemands en Autriche. 
Le fils unique de Corti, Ferrante (1925 - décembre 1944), porté disparu pendant la Seconde Guerre mondiale, a été arrêté en 1940 à l'âge de 15 ans et interrogé pendant des jours par la Gestapo sous l'accusation d'avoir conspiré contre les nazis. Plus tard, Ferrante Corti a été affecté à un bataillon punitif.
Les livres et biographies de Corti se distinguent de manière spécifique des autres ouvrages du même genre : d'une part, ils contiennent de nombreuses déclarations originales de témoins contemporains encore vivants à l'époque de Corti. D'autre part, les œuvres contiennent des sources historiquement uniques : diverses maisons nobles et nobles ont accordé à Egon Corti - en tant que seul auteur de leur classe sociale - l'accès à leurs archives privées et secrètes, qui sont aujourd'hui inaccessibles ou dont certaines ont été détruites pendant la Seconde Guerre mondiale.
Corti est mort en 1953, quelques mois avant sa femme Gertrud. Il existe une plaque commémorative sur sa maison à la Franziskanerplatz, 1 à Vienne.
En 1960, à Vienne-Donaustadt la Cortigasse porte son nom.

## Œuvres
- (de) Egon Corti, Alexander von Battenberg : Sein kampf mit den zaren und Bismark, Vienne, Seidel & Sohn, 1920, 351 p.
- (de) Egon Corti, Leopold I. von Belgien : Sein Weltgebäude Koburger Familienmacht, Munich, Rikola, 1922, 280 p.
- (fr) Egon César Comte Corti, Elisabeth d'Autriche, "Sissi" (Elisabeth die seltsame Frau, Verlag Anton Pustet, Salzburg), Bibliothèque Historique, 1936, 460 p.
- (de) Egon Corti, Die Tragödie eines Kaisers, Baron, 1948, 413 p.
- (de) Egon Corti, Der Aufstieg Des Hauses Rothschild : 1770-1830, Leipzig, Insel, 1927, 459 p.
- (de) Egon Corti, Das haus Rothschild in der zeit seiner blüte : 1830-1871, Leipzig, Insel, 1928, 511 p.